# (434) Hungaria
(434) Hungaria es un asteroide perteneciente al cinturón interior de asteroides descubierto el 11 de septiembre de 1898 por Maximilian Franz Wolf desde el observatorio de Heidelberg-Königstuhl, Alemania.
Está nombrado por la forma en latín de Hungría, un país de Europa central.

## Características
Hungaria da nombre a un grupo de asteroides de alta inclinación y baja excentricidad; que presentan resonancia 9:2 con Júpiter y 2:3 con Marte; y que orbitan alrededor del Sol cerca del hueco de Kirkwood 1:4. Su espectro muestra la presencia de minerales como la enstatita y se ha sugerido que existe una relación genética entre Hungaria, (3103) Eger y la aubrita. Forma parte del grupo asteroidal de Hungaria.